# New Providence (Iowa)
New Providence est une ville du comté de Hardin, en Iowa, aux États-Unis. Elle est fondée en 1855.

## Source de la traduction
- (en) Cet article est partiellement ou en totalité issu de l’article de Wikipédia en anglais intitulé « New Providence, Iowa » (voir la liste des auteurs).